# 張賑
張賑（1431年—？），字弘濟，河南開封府祥符縣人，明朝政治人物。同進士出身。

## 生平
景泰七年（1456年）舉丙子科河南鄉試第四十二名。天順四年（1460年）中式庚辰科會試第一百二十八名，殿試登進士第三甲第六十二名。

## 家族
曾祖張彥誠。祖父張秉彜。父張翰。